# Niederländische Bischofskonferenz
Die Niederländische Bischofskonferenz (niederl.: Nederlandse Bisschoppenconferentie) ist die ständige Versammlung aller aktiven katholischen Bischöfe in den Niederlanden. Die Bischofskonferenz wird durch ein gemeinsames Sekretariat mit der römisch-katholischen Kirchenprovinz geleitet und unterstützt, sie hat ihren Sitz in Utrecht. Sie ist Mitglied im Rat der europäischen Bischofskonferenzen (CCEE) und in der Kommission der Bischofskonferenzen der Europäischen Gemeinschaft (COMECE).

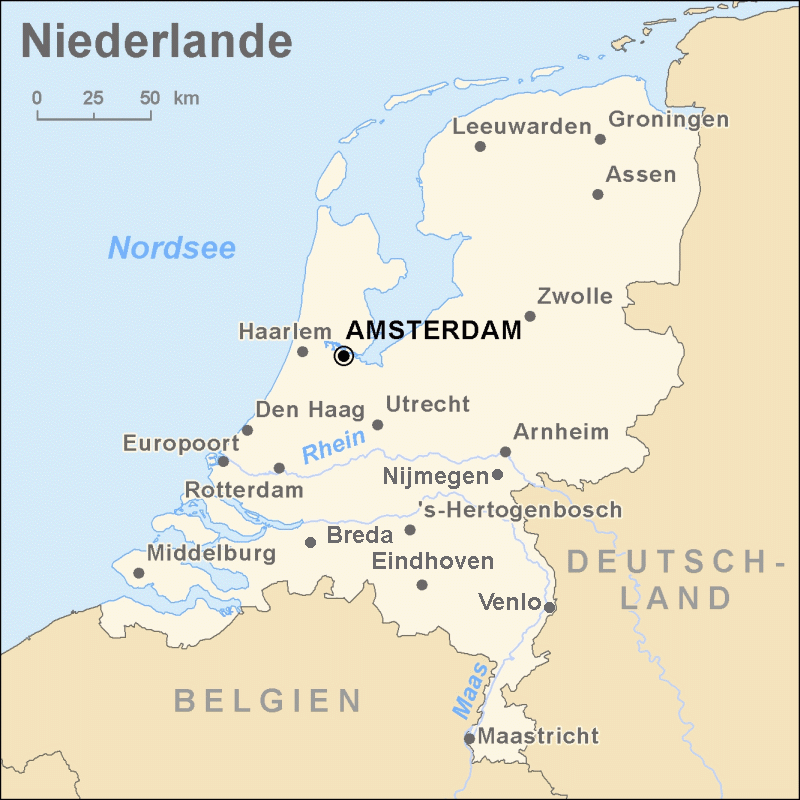
Die Niederlande

## Mitglieder
- Johannes Liesen, Bischof von Breda, Stellvertretender Vorsitzender[1]
- Johannes H.J. van den Hende, Bischof von Rotterdam, Vorsitzender[1]
- Willem Jacobus Kardinal Eijk, Erzbischof von Utrecht
- Johannes Hendriks, Bischof von Haarlem-Amsterdam
- Antonius Lambertus Maria Hurkmans, Bischof von ’s-Hertogenbosch
- Frans Jozef Marie Wiertz, Bischof von Roermond
- Adrianus Herman van Luyn SDB
- Gerard Johannes Nicolaus de Korte, Bischof von Groningen-Leeuwarden
- Johannes Gerardus Maria van Burgsteden SSS, Weihbischof em. in Haarlem
- Everardus Johannes de Jong, Weihbischof in Roermond und Militärbischof

## Bischöfliche Kommissionen
Die Kommissionen werden durch einen Bischof geleitet, der durch einen Sekretär unterstützt wird. Zurzeit sind acht Kommissionen eingesetzt, unter anderem für Liturgie, Katechese und Jugendausbildung, Kommunikation und Massenmedien, Ökumene und Ostkirchen, Mission und Entwicklungshilfe sowie für interreligiösen Dialog.

## Bischöfliche Ausschüsse
Unter Leitung eines Bischofs arbeiten derzeit fünf Ausschüsse, unter anderem bearbeiten sie die Themenbereiche Beziehungen zum Judentum, Medienethik und koordinieren die Zusammenarbeit mit den Europäischen Bischofskonferenzen (CCEE und COMECE).

## Nachweise
1. 1 2  Pressemitteilung des Bistums Rotterdam: Bisschoppenconferentie kiest nieuwe voorzitter, vicevoorzitter en Permanente Raad, 14. Juni 2016 (niederländisch), abgerufen am 16. Juni 2016.